# Idioma vilela
Vilela (Uakambalelté, Atalalá, Chulupí~Chunupí) es una lengua extinta hablada por última vez en el área de  Resistencia de Argentina y en el  Chaco oriental cerca de la frontera con el Paraguay. Los dialectos eran "Ocol, Chinipi y Sinipi".
El último pueblo Vilela fue absorbido por los habitantes de los alrededores del pueblo toba y el  español.

## Dialectos
Loukotka (1968) enumera los siguientes dialectos de Vilela.
- Chunupi - anteriormente hablado en la confluencia del río San Francisco y el río Bermejo en las cercanías de  La Encrucijada, Valtolema, Ortega, Esquina Grande y Laguna Colma.
- Pasain - antes hablado en las cercanías de Macapillo, Chaco argentino.
- Ocole - antes hablado entre Lacangayá y Laguna Colma.
- Omoampa - antes hablado desde Ortega hasta Miraflores.
- Macomita - alguna vez hablado al oeste del Río Juramento, provincia de Santiago del Estero, Argentina.
- Yecoamita - una vez hablado al noroeste del Río Teuco, provincia de Formosa.
- Sinipi - antes hablado en el río Bermejo en las cercanías de Lacangayá.

## Fonología
Vilela parece tener las cinco vocales / a e i o u / del español y aproximadamente las siguientes consonantes:
| m  | n    |     |    |    |   |
| b  | d    | dʒ  | ɡ  | ɢ  |   |
| p  | t    | tʃ  | k  | q  | ʔ |
| pʼ | tʼ   | tʃʼ | kʼ | qʼ |   |
| f  | s    | ʃ   | x  |    | h |
|    | ɬ    |     |    |    |   |
| w  | l    | j   |    |    |   |
|    | r, ɾ |     |    |    |   |